# Molophilus macalpinei
Molophilus macalpinei är en tvåvingeart som beskrevs av Günther Theischinger 1988. Molophilus macalpinei ingår i släktet Molophilus och familjen småharkrankar. Inga underarter finns listade i Catalogue of Life.